# Trey Hollingsworth
Pour les articles homonymes, voir Hollingsworth.
Joseph Albert Hollingsworth III, dit Trey Hollingsworth, né le 12 septembre 1983 à Clinton (Tennessee), est un homme politique américain. Membre du Parti républicain, il est élu à la Chambre des représentants des États-Unis dans l'Indiana lors des élections de 2016, succédant à Todd Young, élu au Sénat des États-Unis.

## Biographie

### Jeunesse et carrière professionnelle
Trey Hollingsworth a grandi à Clinton, en banlieue de Knoxville dans le Tennessee. Son père, Joe Hollingsworth, Jr., détient des entreprises dans le domaine de la construction et de l'immobilier.
Hollingsworth est diplômé d'un bachelor en droit immobilier de la Wharton School et d'un master en immobilier de Georgetown. Il reprend l'entreprise familiale et devient multimillionnaire. Il crée également une société de remanufacture d'aluminium dans l'Indiana. En 2019, sa fortune est estimée à plus de 50 millions de dollars.

### Représentant des États-Unis
Il déménage dans l'Indiana en septembre 2015. Le mois suivant, il annonce être candidat à la Chambre des représentants des États-Unis pour succéder à Todd Young, candidat au Sénat. Grâce à sa fortune personnelle, il fait diffuser de nombreuses publicités en sa faveur. Lors de la primaire républicaine, il affronte le procureur général de l'État Greg Zoeller et deux sénateurs Erin Houchin et Brent Waltz. Il est accusé par certains de ses adversaires d'être parachuté dans un district conservateur où le gagnant de la primaire républicaine est le favori pour être élu en novembre. Un super PAC fondé par son père dépense 500 000 dollars en publicités décrivant Zoeller comme un politique professionnel. En mai 2016, il remporte la primaire avec environ un tiers des suffrages. Durant la campagne, Hollingsworth milite pour moins de régulations et moins d'impôts. Sa rivale démocrate Shelli Yoder se présente comme la vraie « hoosier » (surnom des habitants de l'Indiana). Elle est en effet une ancienne miss Indiana et professeure à l'université de l'Indiana. Hollingsworth fait remarquer qu'il détient plusieurs entreprises dans l'État mais l'élection devient plus serrée que prévu. Il est cependant élu représentant avec 54 % des voix devant Yoder (40 %) et le libertarien Russell Brooksbank (5 %).
Durant son premier mandat, Hollingsworth semble cependant réussir à s'implanter dans l'Indiana, ne rencontrant qu'une concurrence limitée durant les primaires républicaines de 2018. Il est facilement réélu lors de l'élection générale, réunissant près de 60 % des suffrages face à la démocrate Liz Watson. Dans ce district rural, il aurait notamment bénéficié du débat national sur l'immigration.

## Positions politiques
Hollingsworth est un républicain conservateur, souhaitant réduire la taille du gouvernement fédéral, réduire les impôts et interdire l'avortement. Il soutient également la construction d'un mur à la frontière avec le Mexique. Durant son premier mandat au Congrès, il vote essentiellement en accord avec le président Trump (87 %) et le Parti républicain (96 %). Il est cependant l'un des cinq élus républicains à voter contre l'interdiction faite aux personnes transgenres de servir dans l'armée, et l'un des quatre républicains à voter pour l'interdiction des ventes d'armes à l'Arabie saoudite.